# Bârca
Bârca é uma comuna romena localizada no distrito de Dolj, na região de Oltênia. A comuna possui uma área de 88.97 km² e sua população era de 4081 habitantes segundo o censo de 2007.